# 宋家豪
宋家豪（1992年9月6日—）為台灣臺東縣出身的職業棒球選手，阿美族人，目前效力於日本職棒東北樂天金鷲隊，守備位置為投手，堂弟是中華職棒味全龍隊投手宋文華。

## 生平

### 進入職棒前
小學就讀臺東縣的泰源國小，開啟他的棒球生涯，不過只讀半年就因為父母工作的關係搬到桃園，因此就讀桃園的龜山國小，但龜山國小的少棒隊還不是很有名，直到國小畢業後也是讀主打軟式棒球的光明國中，直到高中才到台南就讀南英商工，此時才讓他有真正展現棒球實力的時候，高中時的平均球速達到了140km/h，最快也有145km/h左右，因此讓他受到許多國外球探的關注，不過他使用變化球的頻率遠高於使用速球的頻率，所以他只好聽從教練陳獻榮的建議，選擇繼續就讀國立體育大學，以繼續磨練自己的球技。
在就讀大學的期間，他的球速不但提升至150km/h，更在2014年入選參加仁川亞運及21U世界盃棒球賽，且在隔年同樣入選光州世大運和12強棒球賽，同年季中他也報名了中華職棒選秀會，被統一7-ELEVEn獅隊以第二輪第六順位選中，不過同時日本職棒的東北樂天金鷲隊也開出一份育成選手的合約邀請宋家豪入團，於是懷著旅外夢的宋家豪選擇婉拒統一7-ELEVEn獅隊開出的優渥合約，於2015年12月14日正式加盟東北樂天金鷲隊，但也因此惹出不少爭議。

### 進入職棒後
2016年是宋家豪旅日的第一年，身為背號「143」的育成選手，整季都在二軍熟悉日本職棒的節奏及加強體能和投球技術。
2017年球季，他在二軍的培養中球速大有進步，達到了個人生涯新高157km/h，並在7月31日球員登錄大限前和隊友八百板卓丸一起從育成選手轉為支配下選手，背號也變更為「94」號，並在8月11日對上歐力士猛牛隊時於7局下完成一軍初登板，10月7日奪下日本職棒一軍生涯首個中繼成功，後在季後賽第一輪第三戰的6局下登板中繼，最後幸運奪勝，成為繼陳偉殷後睽違7年再度出現在日職季後賽奪勝的台灣投手，球隊也得以晉級至第二輪，另外，他也是日本職棒首位在例行賽沒有拿下勝投，卻在季後賽拿下勝投的台灣投手，11月27日，背號變更為熟悉的「43」號。
2018年，於6月24日奪下日職生涯例行賽首勝，本年度也留下個人新高的單季40場一軍出賽記錄，總計5勝3敗，有6次中繼成功，防禦率1.73。
2019年，開季即在一軍名單，但季中因疲勞問題下放二軍達2個月以上，季後原本入選12強棒球賽，也是因為身體疲勞等因素辭退。
2020年，受到COVID-19疫情的影響，表現不如預期，出賽38場比賽也是除了新人年之外最低，儘管有10次中繼成功，但防禦率高達6.94，為生涯最差的成績。
2021年，宋家豪的表現不僅回升，在賽季前段的優異表現也讓他生涯首次入選明星賽，儘管丟掉分數，但在隊友火力援護下不僅逃過敗投，更逆勢拿下生涯在明星賽的首勝，賽季後段在球隊守護神松井裕樹因傷缺陣期間扛下守護神一職，除了24次中繼成功追平個人紀錄，同時收下7次救援成功也為生涯新高，而出賽場次63場也打破「大郭」郭源治在1988年所寫下的61場的台灣投手紀錄。
2022年9月8日，奪下日職生涯100個中繼點（勝投加上中繼成功），是首位台灣球員達成；生涯另有84次中繼成功，而截至2022年為止，他總共拿下了87次中繼成功、103個中繼點。
2023年，於3月份入選經典賽，是生涯第二次入選經典賽，在本屆賽事中擔任守護神的角色，並在3月10日及3月11日對戰義大利隊和荷蘭隊時都拿下救援成功。
2023年9月16日，拿下生涯第100次中繼成功，成為日本職棒首位台灣球員奪下生涯100次中繼成功，也是樂天隊史第三位達成。

## 職棒生涯成績
| 年度 | 球隊         | 出賽 | 先發 | 勝投 | 敗投 | 中繼 | 救援 | 完投 | 完封 | 三振 | 四壞 | 責失 | 投球局數 | 自責分率 | 被上壘率 |
| ---- | ------------ | ---- | ---- | ---- | ---- | ---- | ---- | ---- | ---- | ---- | ---- | ---- | -------- | -------- | -------- |
| 2017 | 東北樂天金鷲 | 5    | 0    | 0    | 0    | 3    | 0    | 0    | 0    | 6    | 1    | 2    | 4.2      | 3.86     | 0.86     |
| 2018 | 東北樂天金鷲 | 40   | 0    | 5    | 3    | 6    | 0    | 0    | 0    | 38   | 21   | 8    | 41.2     | 1.73     | 1.13     |
| 2019 | 東北樂天金鷲 | 48   | 0    | 3    | 2    | 24   | 0    | 0    | 0    | 40   | 23   | 11   | 45.1     | 2.18     | 1.26     |
| 2020 | 東北樂天金鷲 | 38   | 0    | 1    | 2    | 10   | 0    | 0    | 0    | 29   | 17   | 28   | 36.1     | 6.94     | 1.43     |
| 2021 | 東北樂天金鷲 | 63   | 0    | 3    | 3    | 24   | 7    | 0    | 0    | 49   | 23   | 15   | 60.2     | 2.23     | 1.14     |
| 2022 | 東北樂天金鷲 | 54   | 0    | 4    | 2    | 20   | 0    | 0    | 0    | 38   | 15   | 15   | 51.2     | 2.61     | 1.16     |
| 2023 | 東北樂天金鷲 | 49   | 0    | 2    | 1    | 16   | 0    | 0    | 0    | 35   | 11   | 15   | 46.2     | 2.89     | 1.11     |
| 2024 | 東北樂天金鷲 | 41   | 0    | 1    | 2    | 17   | 0    | 0    | 0    | 22   | 7    | 14   | 39.2     | 3.18     | 1.21     |
| 合計 | 8年          | 338  | 0    | 19   | 15   | 120  | 7    | 0    | 0    | 257  | 118  | 108  | 326.2    | 2.98     | 1.19     |

## 特殊事蹟
- 2017年8月11日，對歐力士猛牛隊於7局下初登板中繼。
- 2017年10月7日，對歐力士猛牛隊奪下日職生涯首個中繼成功。
- 2018年6月24日，對北海道日本火腿鬥士隊奪下日職生涯首勝。
- 2021年5月11日，對埼玉西武獅隊奪下日職生涯第50次中繼成功。
- 2021年5月18日，對北海道日本火腿鬥士隊奪下日職生涯第10勝。
- 2021年7月17日，於全明星賽第二場於8局上初登板，奪下日職明星賽生涯首勝。
- 2021年8月26日，對歐力士猛牛隊奪下日職生涯首個救援成功。
- 2021年10月23日，對福岡軟銀鷹隊完成單季第62場出賽，創下台灣球員單季出場次數最高紀錄。
- 2022年9月8日，對福岡軟銀鷹隊奪下生涯100次中繼點，為台灣投手首位達成。
- 2023年9月16日，對歐力士猛牛隊於七局下登板中繼1局無失分，達成生涯第100次中繼成功。

## 外部連結
- 宋家豪在日本職棒官網（英语）
- 宋家豪在Baseball-Reference.com（小聯盟以及海外聯盟）（英语）
- 宋家豪在台灣棒球維基館上的頁面（繁體中文）